# Ann Simons
Ann Simons (Tongeren, 5 agosto 1980) è un'ex judoka belga.

## Palmarès

### Olimpiadi
- 1 medaglia:
  - 1 bronzo (Sydney 2000 nei -48 kg)

### Europei
- 2 medaglie:
  - 2 argenti (Parigi 2001 nei -48 kg; Düsseldorf 2003 nei -48 kg)